# Nam Savo
Nam Savo là một vùng thuộc miền đông Phần Lan, thủ phủ là thành phố Mikkeli. Năm 2023, vùng có dân số là 130.318 người–đứng thứ 15 ở Phần Lan và có điện tích đất liền là 17.099,02 km² (2021). Bên cạnh thủ phủ Mikkeli, vùng còn có 2 trung tâm đô thị khác là thành phố Pieksämäki và thành phố Savonlinna.
Vùng Nam Savo tiếp giáp với:
- các vùng Trung Phần Lan và Päijät-Häme về phía tây;
- vùng Bắc Savo về phía bắc;
- vùng Bắc Karelia về phía đông;
- vùng Nam Karelia về phía nam.

Nam Savo nằm tại trung tâm của vùng hồ Phần Lan (tiếng Phần Lan: Järvi-Suomi, tiếng Thụy Điển: Insjöfinland) và là nơi tọa lạc của hồ Saimaa. Điểm cao nhất của vùng là đồi Paukkulanmäki nằm tại huyện Kangasniemi, có độ cao 225 m so với mặt nước biển.